# Судурнес
Судурнес (ісл. Suðurnes) — регіон в Ісландії.
Регіон Судурнес є одним з 8 регіонів Ісландії й перебуває в південно-західній частині країни. У географічному плані займає більшу частину півострова Рейк'янес. На заході й півдні від регіону Судурнес знаходиться Атлантичний океан; на півночі від нього лежить регіон Гефюдборґарсвайдід, на сході — регіон Судурланд. Площа Судурнеса становить 829 км². Чисельність населення — 21.564 чоловік (на 1.12. 2008 року). Щільність населення дорівнює 26,35 чол./км². Центр регіону — Кеплавік.

## Адміністративний поділ
В адміністративному відношенні Судурнес підрозділяється на 1 округ (сислу) і 2 «вільні громади». До вільних громад регіону ставляться:
- Рейк'янесбер. Площа — 145 км². Чисельність населення (на 2006 рік) — 11.928 чоловік. Центр — місто Кефлавік
- Ґріндавікурбер. Площа 425 км². Чисельність населення — 2.697 чоловік. Центр — Ґріндавік.

Сисла регіону Судурнес:
- Ґульбрінґу. Площа — 248 км². Чисельність населення — 4.255 чоловік. Центр — Гапнарф'єрдюр.

## Населення
| Рік  | Населення | Відсоток від загального населення Ісландії |
| ---- | --------- | ------------------------------------------ |
| 1920 | 2 497     | 2,64 %                                     |
| 1930 | 2 820     | 2,60 %                                     |
| 1940 | 3 472     | 2,86 %                                     |
| 1950 | 5 058     | 3,51 %                                     |
| 1960 | 8 924     | 4,98 %                                     |
| 1970 | 10 584    | 5,17 %                                     |
| 1980 | 13 302    | 5,75 %                                     |
| 1990 | 15 202    | 5,90 %                                     |
| 2000 | 16 491    | 5,79 %                                     |
| 2010 | 21 359    | 6,72 %                                     |